# Dolovo (okręg raski)
Dolovo (cyr. Долово) – wieś w Serbii, w okręgu raskim, w gminie Tutin. W 2011 roku liczyła 389 mieszkańców.